# اندرسن (تگزاس)
اندرسن (به انگلیسی: Anderson) شهری در ایالت تگزاس از ایالات جنوبی ایالات متحده آمریکا است. در سرشماری سال ۲۰۰۰، جمعیت این شهر ۲۵۷
نفر اعلام شد.